# Nicolaus Olai (kyrkoherde i Anundsjö)
Nicolaus Olai, födelse- och dödsdata okända, var en svensk kyrkoman och riksdagsman.

## Biografi
Nicolaus Olai finns som undertecknare av skattelängder i Anundsjö socken 1566–1624. I egenskap av Anundsjös kyrkoherde, var han 1568 en av de präster från Ångermanland som undertecknade trohetseden till Johan III, och undertecknade beslutet från Uppsala möte.
Nicolaus Olai var ledamot av Söderköpings riksdag.